# Le Baron de Paris
Le Baron de Parisは東京・南青山に店舗を構えるクラブ・ラウンジ。
フランス人グラフィティ・アーティストのアンドレ・サレヴァ、同じくフランス人グラフィティ・アーティストのリオネル・ベンスムン、オーストリア人プロダクトデザイナーマーク・ニューソン、イギリス人音楽プロデューサー・作曲家のニック・ウッドらが創設者となり2006年に会員制高級ナイトクラブとして東京・南青山にオープン。世界各国から著名アーティストやファッションデザイナー、スタイリストたちが訪れるクラブ・ラウンジとして知られている。ブランディングから赤いライトが浮かび上がる店舗内装に至るまで、全てアンドレ・サレヴァを筆頭に創り上げた。本店がフランス・パリにある他、ニューヨークや上海にも店舗がある。

## 顧客著名人
- 映画監督：ソフィア・コッポラ
- 映画監督：ギャスパー・ノエ
- アーティスト：レディー・ガガ
- アーティスト：ビヨンセ
- アーティスト：カニエ・ウェスト[2]
- アーティスト：トム・ヨーク[3]
- モデル：アギネス・ディーン
- ファッションデザイナー：マーク・ジェイコブス
- ファッションデザイナー：クリスチャン・ルブタン
- ファッションデザイナー：クリス・ヴァン・アッシュ
- フォトグラファー：テリー・リチャードソン
- スポーツ選手：ウサイン・ボルト[4]

## 企画開催ブランド・企業
- ルイ・ヴィトン[5]
- カルティエ
- エルメス
- ディオール[6]
- グッチ[7]
- イブ・サンローラン[8]
- バレンシアガ[8]
- バレンティノ[8]
- KENZO[9]
- DITA[8]
- クリスチャン・ルブタン[10]
- VISVIM[11]
- アンダーカバー[11]
- NIKE[12]
- Kitsuné[13]
- NORITAKA TATEHANA[11]
- NYLON[14]
- アレキサンダー・ワン[15]

## チャリティーオークション
2011年、チャリティー・オークションとしてLe Baron de Parisにて「Art & Fashion Charity Auction」を開催。合計34品が出品。会場には約300の来場者が訪れ、1時間で売上総額465万円を記録。横尾忠則や篠山紀信等アーティストの作品に加え、LOUIS VUITTONやBALENCIAGAなどがチャリティーアイテムとして出品に協力。

## コラボレーション
パリの老舗セレクトショップColetteと協業し、ハロウィンを絡めた複合的パーティーをベルサール渋谷にて6,000人規模で開催。UKアーティストとして活動するThe Rapture(ザ・ラプチャー)やフレンチエレクトロレーベルKitsune'のGildas(ジルダ)、Karl Lagerfeldとのコンピレーションや数々のファッション・ショーを手掛けるMichel Gaubert(ミシェル・ゴベール)などが来日し、出演。

## アクセス
- 東京メトロ表参道駅から徒歩6分
- 東京メトロ外苑前駅から徒歩6分